# Уильямс, Рис Дэвид
Дэ́вид Рис Уи́льямс (англ. David Rees Williams; январь 1900 — 30 декабря 1963) — валлийский футболист. Выступал на позиции крайнего правого нападающего.

## Клубная карьера
Уроженец Аберкенейда, Мертир-Тидвил, Рис начал карьеру в валлийском клубе «Мертир Таун». Он стал лишь втором игроком в истории клуба, вызванным в национальную сборную (сыграв в матче против Шотландии в 1921 году).
Перед началом сезона 1922/23 перешёл в английский клуб «Шеффилд Уэнсдей». Дебютировал в составе «Уэнсдей» 26 августа 1922 года. Выступал за клуб из Шеффилда на протяжении пяти полных сезонов, сыграв 173 матча и забив 8 мячей.
В октябре 1927 года перешёл в «Манчестер Юнайтед». Дебютировал за клуб 8 октября 1927 года в матче Первого дивизиона против «Эвертона». В сезоне 1927/28 провёл за клуб 16 матчей (из них 13 — в лиге), забив 2 мяча. В следующем сезоне провёл за команду 19 матчей, но мячей не забил. В общей сложности провёл за «Юнайтед» 35 матчей и забил 2 мяча.
В августе 1929 года перешёл в лондонский клуб «Темз».

## Карьера в сборной
Уильямc провёл 8 матчей за национальную сборную Уэльса с 1921 по 1929 годы, забив 2 мяча. В сборной он заменил легендарного Билли Мередита, выступавшего на той же позиции на правом фланге атаки. Дебютировал за сборную 12 февраля 1921 года в матче против Шотландии на стадионе «Питтодри». 9 апреля 1927 года в матче против Ирландии на «Ниниан Парк» забил два мяча, матч завершился со счётом 2:2.